# Eerste divisie 1970/71
Het seizoen 1970/71 van de Nederlandse Eerste divisie had FC Den Bosch '67 als kampioen. Den Bosch promoveerde daarmee samen met GVAV en Vitesse naar de Eredivisie.

## Eerste divisie

### Deelnemende teams
| Club             | Plaats           | Accommodatie                | Capaciteit | Trainer                              |
| ---------------- | ---------------- | --------------------------- | ---------- | ------------------------------------ |
| Blauw-Wit        | Amsterdam        | Olympisch Stadion (bijveld) | 6.000      | Henk Wullems                         |
| D.F.C.           | Dordrecht        | Krommedijk                  | 12.000     | Piet de Visser                       |
| De Graafschap    | Doetinchem       | De Vijverberg               | 12.500     | Ad Zonderland Bert van Lingen (a.i.) |
| FC Den Bosch '67 | 's-Hertogenbosch | De Vliert                   | 25.000     | Jan Remmers                          |
| Fortuna SC       | Sittard          | De Baandert                 | 20.000     | Evert Teunissen                      |
| GVAV             | Groningen        | Oosterpark                  | 17.500     | Ron Groenewoud                       |
| Heerenveen       | Heerenveen       | Gemeentelijk Sportpark      | 12.000     | Bas Paauwe                           |
| Helmond Sport    | Helmond          | De Braak                    | 12.000     | Jacques de Wit                       |
| Heracles         | Almelo           | Bornsestraat                | 20.000     | Rinus Gosens                         |
| HVC              | Amersfoort       | Birkhoven                   | 10.000     | Hennie Hollink                       |
| SC Cambuur       | Leeuwarden       | Cambuurstadion              | 16.000     | Arie Otten                           |
| SVV              | Schiedam         | Harga                       | 10.000     | Jan Bens                             |
| Veendam          | Veendam          | De Langeleegte              | 13.000     | Leo Beenhakker                       |
| Vitesse          | Arnhem           | Nieuw-Monnikenhuize         | 18.000     | Cor Brom                             |
| Wageningen       | Wageningen       | De Wageningse Berg          | 16.000     | Maarten Vink                         |
| Willem II        | Tilburg          | Gemeentelijk Sportpark      | 20.000     | Jaap van der Leck                    |

### Eindstand
| pos | club             | gs | w  | g  | v  | pnt | dv | dt | ds  |
| --- | ---------------- | -- | -- | -- | -- | --- | -- | -- | --- |
| 1.  | FC Den Bosch '67 | 30 | 18 | 10 | 2  | 46  | 50 | 18 | 32  |
| 2.  | GVAV             | 30 | 16 | 11 | 3  | 43  | 38 | 7  | 31  |
| 3.  | Vitesse          | 30 | 16 | 6  | 8  | 38  | 54 | 31 | 23  |
| 4.  | SC Cambuur       | 30 | 13 | 10 | 7  | 36  | 43 | 34 | 9   |
| 5.  | Blauw-Wit        | 30 | 12 | 7  | 11 | 31  | 44 | 39 | 5   |
| 6.  | Heracles         | 30 | 10 | 11 | 9  | 31  | 42 | 40 | 2   |
| 7.  | HVC              | 30 | 10 | 10 | 10 | 30  | 31 | 39 | -8  |
| 8.  | Wageningen       | 30 | 9  | 11 | 10 | 29  | 42 | 49 | -7  |
| 9.  | Heerenveen       | 30 | 7  | 14 | 9  | 28  | 36 | 37 | -1  |
| 10. | Fortuna SC       | 30 | 9  | 8  | 13 | 26  | 25 | 33 | -8  |
| 11. | D.F.C.           | 30 | 9  | 7  | 14 | 25  | 31 | 42 | -11 |
| 12. | Helmond Sport    | 30 | 5  | 14 | 11 | 24  | 23 | 32 | -9  |
| 13. | Veendam          | 30 | 7  | 10 | 13 | 24  | 28 | 38 | -10 |
| 14. | Willem II        | 30 | 8  | 8  | 14 | 24  | 27 | 49 | -22 |
| 15. | SVV              | 30 | 5  | 13 | 12 | 23  | 34 | 46 | -12 |
| 16. | De Graafschap    | 30 | 7  | 8  | 15 | 22  | 28 | 42 | -14 |

#### Legenda
| Kleur | Kwalificatie voor           |
| ----- | --------------------------- |
|       | Promotie naar de Eredivisie |

### Uitslagen
|                  | BLW   | DBO   | CAM   | DFC   | FOR   | GRA   | GVA   | HEE   | HSP   | HER   | HVC   | SVV   | VEE   | VIT   | WAG   | WIL   |
| ---------------- | ----- | ----- | ----- | ----- | ----- | ----- | ----- | ----- | ----- | ----- | ----- | ----- | ----- | ----- | ----- | ----- |
| Blauw-Wit        |       | 1 – 2 | 2 – 3 | 2 – 0 | 1 – 0 | 0 – 0 | 0 – 4 | 1 – 0 | 1 – 1 | 2 – 1 | 4 – 0 | 4 – 0 | 3 – 2 | 0 – 1 | 4 – 1 | 4 – 0 |
| FC Den Bosch '67 | 2 – 0 |       | 1 – 0 | 1 – 0 | 4 – 0 | 2 – 0 | 0 – 0 | 0 – 0 | 3 – 1 | 0 – 0 | 2 – 2 | 1 – 1 | 3 – 0 | 3 – 3 | 2 – 0 | 5 – 0 |
| SC Cambuur       | 0 – 1 | 0 – 3 |       | 4 – 1 | 3 – 1 | 3 – 1 | 0 – 0 | 2 – 1 | 3 – 1 | 1 – 0 | 0 – 0 | 2 – 2 | 2 – 0 | 1 – 0 | 3 – 1 | 1 – 0 |
| D.F.C.           | 3 – 1 | 1 – 2 | 2 – 2 |       | 0 – 0 | 4 – 0 | 0 – 0 | 1 – 2 | 2 – 1 | 1 – 0 | 1 – 1 | 1 – 1 | 0 – 1 | 1 – 1 | 1 – 2 | 2 – 1 |
| Fortuna SC       | 2 – 2 | 2 – 1 | 3 – 0 | 2 – 0 |       | 0 – 1 | 1 – 0 | 0 – 1 | 1 – 0 | 1 – 1 | 1 – 1 | 2 – 1 | 1 – 0 | 2 – 1 | 1 – 1 | 0 – 1 |
| De Graafschap    | 2 – 1 | 0 – 1 | 1 – 1 | 2 – 2 | 3 – 1 |       | 0 – 2 | 2 – 2 | 2 – 2 | 1 – 2 | 2 – 0 | 2 – 1 | 1 – 1 | 1 – 2 | 0 – 2 | 2 – 0 |
| GVAV             | 3 – 0 | 2 – 0 | 0 – 1 | 1 – 0 | 0 – 0 | 0 – 0 |       | 2 – 1 | 1 – 1 | 2 – 0 | 1 – 0 | 2 – 0 | 0 – 0 | 4 – 0 | 0 – 0 | 5 – 0 |
| Heerenveen       | 2 – 2 | 1 – 1 | 1 – 0 | 0 – 2 | 2 – 0 | 1 – 3 | 0 – 2 |       | 1 – 1 | 2 – 2 | 0 – 0 | 5 – 1 | 3 – 0 | 1 – 1 | 2 – 2 | 3 – 0 |
| Helmond Sport    | 0 – 0 | 0 – 0 | 1 – 1 | 1 – 0 | 1 – 0 | 1 – 0 | 1 – 1 | 1 – 1 |       | 2 – 2 | 1 – 0 | 0 – 0 | 2 – 0 | 0 – 3 | 1 – 2 | 0 – 0 |
| Heracles         | 1 – 1 | 1 – 1 | 0 – 0 | 3 – 0 | 0 – 2 | 2 – 1 | 1 – 1 | 3 – 1 | 1 – 0 |       | 0 – 1 | 1 – 0 | 1 – 1 | 6 – 2 | 0 – 1 | 1 – 1 |
| HVC              | 2 – 1 | 1 – 2 | 3 – 1 | 0 – 1 | 1 – 0 | 1 – 0 | 0 – 0 | 1 – 1 | 1 – 0 | 2 – 5 |       | 3 – 2 | 2 – 2 | 1 – 0 | 2 – 0 | 2 – 2 |
| SVV              | 0 – 1 | 0 – 2 | 3 – 3 | 2 – 0 | 1 – 1 | 3 – 0 | 0 – 1 | 1 – 1 | 1 – 0 | 1 – 1 | 5 – 0 |       | 0 – 0 | 2 – 1 | 2 – 2 | 0 – 0 |
| Veendam          | 3 – 0 | 0 – 2 | 1 – 1 | 3 – 0 | 2 – 0 | 1 – 0 | 0 – 2 | 0 – 0 | 2 – 1 | 2 – 3 | 1 – 0 | 1 – 1 |       | 1 – 2 | 1 – 1 | 1 – 2 |
| Vitesse          | 1 – 0 | 1 – 2 | 2 – 1 | 3 – 0 | 2 – 0 | 0 – 0 | 1 – 0 | 2 – 0 | 1 – 1 | 6 – 0 | 2 – 0 | 3 – 1 | 2 – 0 |       | 7 – 0 | 3 – 0 |
| Wageningen       | 2 – 4 | 1 – 1 | 2 – 2 | 2 – 3 | 2 – 1 | 2 – 0 | 0 – 1 | 1 – 1 | 0 – 0 | 3 – 0 | 1 – 3 | 5 – 1 | 2 – 2 | 0 – 0 |       | 4 – 2 |
| Willem II        | 1 – 1 | 0 – 1 | 0 – 2 | 1 – 2 | 0 – 0 | 2 – 1 | 0 – 1 | 3 – 0 | 2 – 1 | 1 – 4 | 1 – 1 | 1 – 1 | 1 – 0 | 3 – 1 | 2 – 0 |       |

## Topscorers
| #  | Naam             | Club             | Goal |
| -- | ---------------- | ---------------- | ---- |
| 1. | Bjarne Jensen    | GVAV             | 15   |
| 2. | Felix Muller     | Blauw-Wit        | 13   |
|    | Wim Meijers      | Wageningen       | 13   |
|    | Kees Kist        | Heerenveen       | 13   |
| 5. | Hennie Kuiters   | D.F.C.           | 12   |
| 6. | Gerrie de Jonge  | SC Cambuur       | 11   |
|    | Leo Ouwens       | FC Den Bosch '67 | 11   |
|    | Lambert Kreekels | FC Den Bosch '67 | 11   |
| 9. | Guus Hoevenberg  | Heracles         | 10   |
|    | Bart Stovers     | Vitesse          | 10   |
|    | Hans Bassant     | SVV              | 10   |

Blauw-Wit ·
FC Den Bosch '67 ·
Cambuur ·
D.F.C. ·
Fortuna SC ·
De Graafschap ·
GVAV ·
Heerenveen ·
Helmond Sport ·
Heracles ·
HVC ·
SVV ·
Veendam ·
Vitesse ·
Wageningen ·
Willem II
Eerste klasse

1955/56

Eerste divisie

1956/57 · 1957/58 · 1958/59 · 1959/60 · 1960/61 · 1961/62 · 1962/63 · 1963/64 · 1964/65 · 1965/66 · 1966/67 · 1967/68 · 1968/69 · 1969/70 · 1970/71 · 1971/72 · 1972/73 · 1973/74 · 1974/75 · 1975/76 · 1976/77 · 1977/78 · 1978/79 · 1979/80 · 1980/81 · 1981/82 · 1982/83 · 1983/84 · 1984/85 · 1985/86 · 1986/87 · 1987/88 · 1988/89 · 1989/90 · 1990/91 · 1991/92 · 1992/93 · 1993/94 · 1994/95 · 1995/96 · 1996/97 · 1997/98 · 1998/99 · 1999/00 · 2000/01 · 2001/02 · 2002/03 · 2003/04 · 2004/05 · 2005/06 · 2006/07 · 2007/08 · 2008/09 · 2009/10 · 2010/11 · 2011/12 · 2012/13 · 2013/14 · 2014/15 · 2015/16 · 2016/17 · 2017/18 · 2018/19 · 2019/20 · 2020/21 · 2021/22 · 2022/23 · 2023/24 · 2024/25

Eredivisie · Eerste divisie · Johan Cruijff Schaal · KNVB Beker · Play-offs